# Svitkovci
Svitkovci (Chordata) jesu koljeno višestaničnih životinja čija je glavna osobina unutrašnji osovinski kostur, horda ili svitak po čemu su dobili ime. Kod najnižih predstavnika tog odjeljka životinja, horda ima oblik stupića građenog od vezivnog tkiva koji se pruža cijelom dužinom tijela, a životinje su bilateralno simetrične. Kod viših predstavnika skupine, horda se pojavljuje samo u embrionalnom dijelu razvoja, a poslije se, zamjenjujući ju, razvila hrskavičasta ili koštana kralježnica.
Koljeno svitkovaca dijeli se na tri potkoljena: svitkoglavce, plaštenjake i kralježnjake. Starije klasifikacije su dijelile svitkovce na četiri pododjeljka: žiroglavce, plaštenjake, svitkoglavce i kralježnjake. Opisano je više od 48.000 vrsta, od kojih 95 % čine kralježnjaci. Danas se dijeli na 14 razreda.
- Acrania: 
  - Razred: Amphioxi
- Tunicata
  - Razredi: Appendicularia, Ascidiacea, Thaliacea.
- Vertebrata
  - Infrakoljeno: Cyclostomata
  - Infrakoljeno: Gnathostomata

Bez obzira na ustaljenost takve podjele, ona se sve više napušta jer je podjela životinja po samo jednom faktoru (svitku ili kralježnici) zastarjela, te se sve više istražuju alternativne podjele zasnovane na genetskim srodnostima.

## Klasifikacija (razredi)
1. Razred Actinopterygii, redovi 47: Acipenseriformes, Albuliformes, Amiiformes, Anguilliformes, Ateleopodiformes, Atheriniformes, Aulopiformes, Batrachoidiformes, Beloniformes, Beryciformes, Cetomimiformes, Characiformes, Clupeiformes, Cypriniformes, Cyprinodontiformes, Elassomatiformes, Elopiformes, Esociformes, Gadiformes, Gasterosteiformes, Gobiesociformes, Gonorynchiformes, Gymnotiformes, Lampriformes, Lepisosteiformes, Lophiiformes, Mugiliformes, Myctophiformes, Notacanthiformes, Ophidiiformes, Osmeriformes, Osteoglossiformes, Perciformes, Percopsiformes, Pleuronectiformes, Polymixiiformes, Polypteriformes, Saccopharyngiformes, Salmoniformes, Scorpaeniformes, Siluriformes, Stephanoberyciformes, Stomiiformes, Synbranchiformes, Syngnathiformes, Tetraodontiformes, Zeiformes.
2. Razred Amphibia, redovi 3: Anura, Caudata, Gymnophiona.
3. Razred Appendicularia, redovi 1:  Copelata
4. Razred Ascidiacea, redovi 2: Enterogona, Pleurogona
5. Razred Aves, redovi 22:  Anseriformes, Apodiformes, Bucerotiformes, Ciconiiformes, Coliiformes, Columbiformes, Coraciiformes, Craciformes, Cuculiformes, Galbuliformes, Galliformes, Gruiformes. Musophagiformes, Passeriformes, Piciformes, Psittaciformes, Strigiformes, Struthioniformes, Tinamiformes, Trogoniformes, Turniciformes, Upupiformes.
6. Razred Cephalaspidomorphi, redovi 1: Petromyzontiformes.
7. Razred Cephalochordata, redovi 1: Amphioxiformes; 1 neimenovani s porodicom Branchiostomidae
8. Razred Elasmobranchii, redovi 11:  Carcharhiniformes, Heterodontiformes, Hexanchiformes, Lamniformes, Orectolobiformes, Pristiformes, Pristiophoriformes, Rajiformes, Squaliformes, Squatiniformes, Torpediniformes.
9. Razred Holocephali, redovi 1: Chimaeriformes
10. Razred Mammalia, redovi 29:  Afrosoricida, Artiodactyla, Carnivora, Cetacea, Chiroptera, Cingulata, Dasyuromorphia, Dermoptera, Didelphimorphia, Diprotodontia, Erinaceomorpha, Hyracoidea, Lagomorpha, Macroscelidea, Microbiotheria, Monotremata, Notoryctemorphia, Paucituberculata, Peramelemorphia, Perissodactyla, Pholidota, Pilosa, Primates, Proboscidea, Rodentia, Scandentia, Sirenia, Soricomorpha, Tubulidentata.
11. Razred Myxini, redovi 1: Myxiniformes
12. Razred Reptilia, redovi 4: Crocodylia, Rhynchocephalia, Squamata, Testudines.
13. Razred Sarcopterygii, redovi 3: Ceratodontiformes, Coelacanthiformes, Lepidosireniformes.
14. Razred Thaliacea, redovi 3: Doliolida, Pyrosomatida, Salpida.